# Errol Airport

i7
i11
i13
Der Errol Airport (FAA-Identifier ERR) ist ein Flugplatz in Errol im Coös County im Norden von New Hampshire, einem der Neuenglandstaaten der USA. Er wurde im Oktober 1946 eröffnet und befindet sich in Privatbesitz. Im New Hampshire State Airport System Plan ist er als Basic Airport eingestuft, der von den meisten einmotorigen Flugzeugen benutzt werden kann. Außer örtlichen sowie Geschäfts- und anderen Privatfliegern dient der Helikopterlandeplatz als Stützpunkt bei Suchoperationen der NH Army National Guard sowie für Ambulanzflüge.

## Lage
Der Flugplatz liegt in den Northwoods New Hampshires, etwa 1,9 km nordwestlich von Errol an der NH-26 gegenüber dem Akers Pond im Tal des Clear Stream. Weiter nordwestlich an der NH-26 liegt Dixville Notch.

## Anlage
Die Bahn 15/33 ist geschottert, teilweise mit Gras bewachsen und nicht beleuchtet. Es gibt T-Hangars sowie Abstellplätze mit Verankerungen. Die weitere Ausstattung erschöpft sich im Vorhandensein eines beleuchteten Windanzeigers. Neben der Landebahn verfügt der Platz über einen asphaltierten Helikopterlandeplatz von 18 Metern im Quadrat, etwa 340 m².

## Flugbewegungen
Mit der letzten Erfassung von 2018 setzten sich die Flugbewegungen der letzten zwölf Monate zusammen aus 10 Lufttaxiflügen, jeweils 240 Lokal- und Zwischenlandungen sowie zehn Militäreinsätzen (Stand 2021).